# Михаил Казимир Радзивил
Михаил Казимир Радзивил, познат още с прозвището „Рибонка“ (на полски: Michał Kazimierz Radziwiłł Rybeńko, на литовски: Mykolas Kazimieras Radvila Žuvelė;  (* 13 юни 1702 г. 13. Juni 1702 in в гр. Олика; † 15 май 1762 г. в гр. Несвиж) е бил Велик хетман на Велико литовско княжество от рода Радзивил, владетел на Несвижкия замък, магнат и войвода на Вилнюс, войвода на Тракай. Син на Великия литовски канцлер Карол Станислав Радзивил.

## Биография
През 1726 г. той започва възстановяването на Несвижкия замък, разрушен от шведите през 1706 г.
След кончината на крал Август II Михаил Казимир се противопоставя на Станислав Лешчински, един от организаторите на Краковската конфедерация и един от авторите на „Декларацията на доброжелателността“ – обръщение към руското правителство за „защита на свободите и конституцията“, което става официален повод за внешателството в делата на Полско-литовската държав. По време на Войната за полското наследство той се бие заедно с руските войски и командва корпус, състоящ се от Нарвския драгунски полк и 3000 донски казаци.
През 1750 г. основава Несвижската печатница и открива Несвижския кадетски корпус. Той основава първите манифактури във Велико литовско княжество, сред които – Новосвержанската фаянсова манифактура и Слуцката парсиарна (фабрика за производство на копринени пояси – одежден аксесоар за благородници във Великото литовско княжество).
Заедно със съпругата си Урсула организира театрална, музикална, вокална и балетна школи, както и оркестър с народни инструменти.